# لیسا ویلکاکس (سوارکار)
لیسا ویلکاکس (به انگلیسی: Lisa Wilcox)(زادهٔ ۸ سپتامبر ۱۹۶۶ میلادی در شهر تاوزند اوکس) یک سوارکار زن و مربی سوارکاری اهل کشور آمریکا است. وی بیشتر به سبب موفقیتهایش در رشتهٔ درساژ شناخته می‌شود. وی برندهٔ روبان در بیش از حدود ۶۶۰ رقابت شده‌است که این شامل مدال نقرهٔ تیمی در بازی‌های جهانی سوارکاری سال ۲۰۰۲ و مدال برنز تیمی بازی‌های المپیک تابستانی ۲۰۰۴ نیز می‌شود. اگرچه لیسا ویلکاکس اصالتاً اهل کلرادو است اما در سال ۱۹۹۴ وی به آلمان رفت تا تحت مربیگری هربرت ریباین قرار بگیرد و از آن پس نیز بیشتر زندگی خود را در اروپا و سوارکاری در آن قاره گذرانده‌است.